# Етана
Етана или Ентена; (на шумерски: men.te.na lugal.e lu bi.in.e.de; на акадски: me-ta-na) е митичен цар (лугал) на древния шумерски град-държава Киш, управлявал в началото на III хил. пр.н.е. Според „Царския списък“ Етана е 13-ия владетел от I династия Киш, според по-стара традиция е първия цар на тази династия. Етана е първият владетел на Шумер, чийто живот е бил описан, макар и накратко. В „Царския списък“ за него се говори като за този, „който укроти цялата земя“. Ако се допусне, че това съобщение, намерено в документа, датирано хилядолетие след управлението на Етана, отразява достоверни сведения, може да се предположи, че той е установил своето господство не само в Шумер, но и в съседни територии, като е претендирал за „световно господство“ (според тогавашните разбирания). Неслучайно, впоследствие титлата „цар на Киш“ се е възприемала като цар-хегемон, стоящ над всички други владетели и царе.
Това, че Етана е бил забележителна и необикновена личност в ранната истории на Шумер, се потвърждава от следващия текст в същия „Царски списък“, че този цар „бил човек, който се възнесъл на небето“, а също и според семито-акадската поема (шумерският ѝ прототип до днешно време не е открит) от началото на II хил. пр.н.е., съдържащ същия митически фрагмент. Съгласно тази легенда, Етана бил набожен, богобоязлив цар, управляващ божествения култ предано и добросъвестно, но бил наказан с бездетност. Неговото заветно желание било да открие „целебното растение“, но то се намирало на небесата извън обсега на смъртните. За да попадне на небесата, Етана бил подпомогнат от орел, когото той спасил от яма, където го хвърлила змия, чиято дружба той предал като ѝ изял децата. От голямата височина земята изглеждала на Етана не по-голяма от „бразда“, а морето – „купичка със супа“. Когато те съвсем се изгубили от погледа, Етана се уплашил ... – на това място текстът е унищожен. Краят на историята не е намерен. Разбира се, Етана не е останал в небесата, съдейки по погребалнната песен от табличка в Държавния музей за изобразителни изкуства „А.С. Пушкин“ в Москва, а също и от седемнадесетата табличка от акадския епос за Гилгамеш, откриваме Етана в Долния свят, където неизбежно попадат всички смъртни, независимо от славата им приживе. Съдейки по „Царския списък“, според който Етана е наследен от сина си Балих, явно той все пак по някакъв начин е успял да се сдобие с наследник.
Тази легенда е била популярна сред майсторите на печати, съдейки по количеството на печатите с изображение на смъртен, издигащ се в небесата с помощта на орел. Всички тези легендарни традиции подсказват, че Етана е бил могъща и легендарна фигура, чийто живот и подвизи овладели въображението на древните певци и поети.
„Царският списък“ съобщава, че Етана управлявал цели 1560 години (има варианти и за 635 години). След Етана, според „Царския списък“ следват седем съвсем обикновени царе, включвайки в този списък и синът му Балих, докато на престола не седнал Ен-Менбарагеси, за когото отново има повече сведения. Някои от тези владетели са носили по-скоро семитски, отколкото шумерски имена и всички те управлявали легендарно количество тодини.
| I династия Киш   |                           |                  |
| Предшественик: — | цар на Киш 30 век пр.н.е. | Наследник: Балих |